# Ickstatthaus

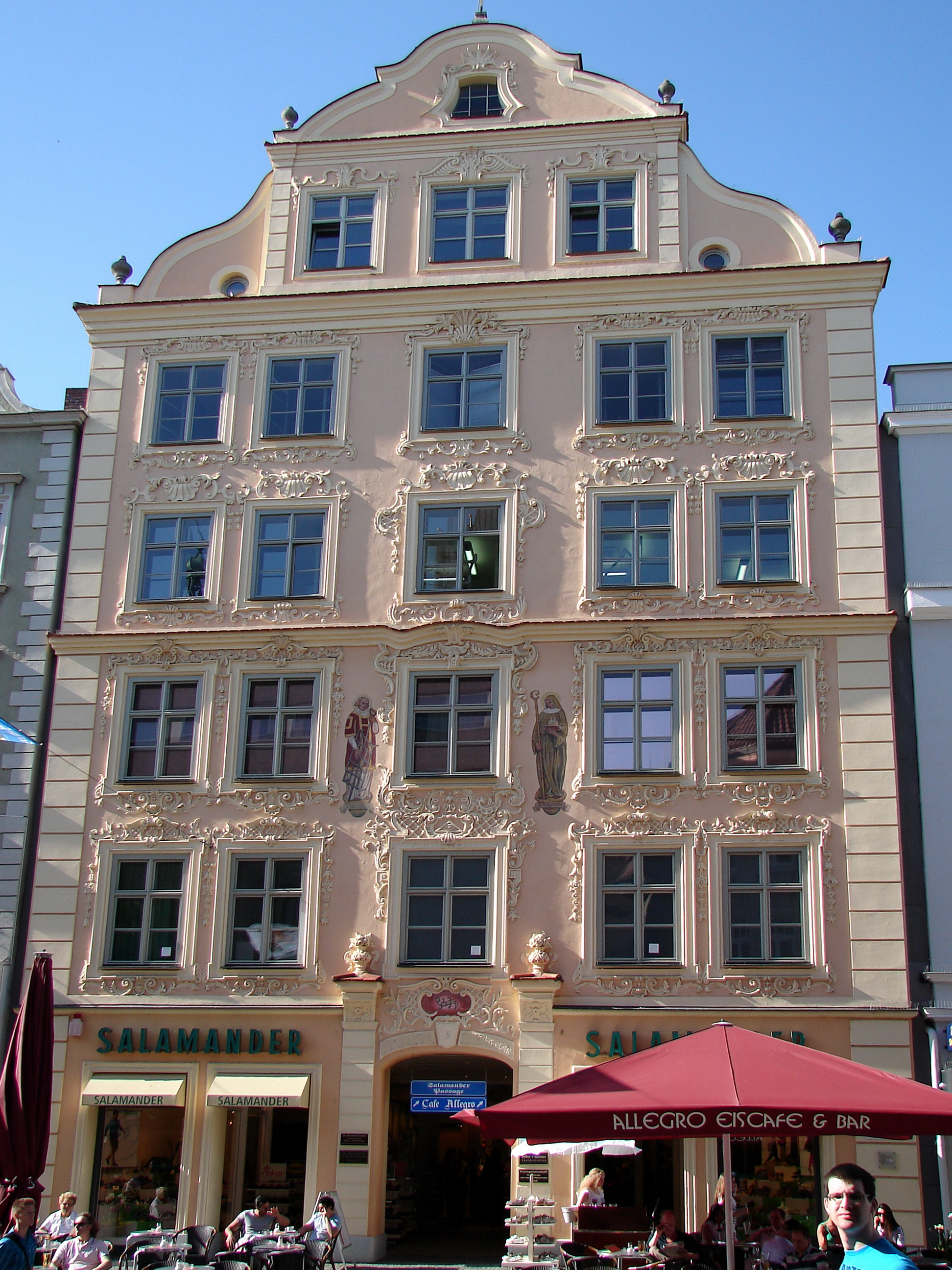
Ickstatthaus (2012)

Das Ickstatthaus ist ein Baudenkmal in der bayrischen Stadt Ingolstadt. Benannt ist es nach seinem ehemaligen Bewohner Johann Adam von Ickstatt. Das Gebäude verfügt über die höchste Barock- und Rokokofassade in Süddeutschland.